# مورچه‌پیتای گندمی
مورچه‌پیتای گندمی یا مورچه‌پیتای گندمی غربی (نام علمی: Grallaria prettynsis) گونه‌ای از پرندگان تیرهٔ مورچه‌پیتایان (Grallariidae) است که در کلمبیا و اکوادور یافت می‌شود. زیستگاه طبیعی آن جنگل‌های کوهستانی نمناک نیمه‌گرمسیری یا گرمسیری است.